# NGC 7115
NGC 7115 (другие обозначения — PGC 67248, ESO 531-25, MCG -4-51-11, VV 800, IRAS21407-2535) — спиральная галактика (Sb) в созвездии Южная Рыба.
Этот объект входит в число перечисленных в оригинальной редакции «Нового общего каталога».